# سیارک ۲۵۷۷۵
سیارک ۲۵۷۷۵ (به انگلیسی: 25775 Danielpeng، نامگذاری:2000CF31)۲۵۷۷۵مین سیارک کشف شده‌است که در ۰۲ فوریه ۲۰۰۰ کشف شد.